# Bastaardsnuitkevers
De bastaardsnuitkevers (Nemonychidae) zijn een familie van kevers (Coleoptera) in de onderorde van de Polyphaga.